# Чемпіонат Європи з футболу 2012 (тренувальні бази)
Список тренувальних баз до чемпіонату Європи з футболу 2012 був голошений у п'ятницю, 1 жовтня 2010 року. Паралельно в Україні та Польщі презентували список 38 тренувальних центрів, рекомендованих для розміщення команд.
Згідно з регламентом, Польща і Україна повинні були запропонувати УЄФА по 16 тренувальних баз, які відповідають таким умовам:
- чотири-або п'ятизірковий готель або спортивний комплекс
- необхідна кількість номерів
- відокремленість і умови для довготривалого проживання, тренажерний зал, басейн, масажний кабінет, місця для відпочинку, конференц-зали і можливість окремого живлення
- місця для тренувань неподалік від готелю, що відповідають стандартам УЄФА: принаймні, одне поле стандартного розміру, що дозволяє проводити як відкриті, так і закриті тренування.

| #   | Поле                                   | Розташування                  | Найближче місто Євро-2012 |
| --- | -------------------------------------- | ----------------------------- | ------------------------- |
| P01 | Пуцьк, міський стадіон                 | готель (6 км)                 | Гданськ (61 км)           |
| P02 | Ґнєвіно, міський стадіон               | готель (0,3 км)               | Гданськ (77 км)           |
| P03 | Слупськ, міський стадіон               | готель (9 км)                 | Гданськ (139 км)          |
| P04 | Ґдиня, міський стадіон                 | готель (4 км) / готель (7 км) | Гданськ (19 км)           |
| P05 | Гданськ, міський спортивний центр      | готель (9 км)                 | Гданськ (0 км)            |
| P06 | Оструда, міський стадіон               | готель (0,4 км)               | Гданськ (135 км)          |
| P07 | Любава, міський стадіон                | готель (19 км)                | Гданськ (156 км)          |
| P08 | Колобжег, міський стадіон              | готель (5 км)                 | Познань (286 км)          |
| P09 | Мендзижеч, міський стадіон             | готель (14 км) / (12 км)      | Познань (90 км)           |
| P10 | Опалениця, міський стадіон             | готель (0,1 км)               | Познань (42 км)           |
| P11 | Легіоново, міський стадіон             | готель (16 км)                | Варшава (37 км)           |
| P12 | Стадіон «Полонія»                      | готель (3 км)                 | Варшава (0 км)            |
| P13 | Сулеювек, міський стадіон              | готель (13 км)                | Варшава (19 км)           |
| P14 | Варка, тренувальний центр              | готель (0,1 км)               | Варшава (60 км)           |
| P15 | Пулави, міський стадіон                | готель (13 км)                | Варшава (143 км)          |
| P16 | Кельці, міський стадіон                | готель (9 км)                 | Варшава (182 км)          |
| P17 | Стадіон «Опоровска»                    | готель (3 км)                 | Вроцлав (0 км)            |
| P18 | Єленя-Ґура, міський стадіон            | готель (7 км)                 | Вроцлав (114 км)          |
| P19 | Тихи, міський стадіон / ТЦ «Папроцані» | готель (27 км / 0,4 км)       | Вроцлав (223 км)          |
| P20 | Краків, міський стадіон                | готель (2 км)                 | Вроцлав (278 км)          |
| P21 | Величка, міський стадіон               | готель (13 км)                | Вроцлав (290 км)          |

| #   | Поле                                                          | Розташування                        | Найближче місто Євро-2012 |
| --- | ------------------------------------------------------------- | ----------------------------------- | ------------------------- |
| U01 | ТЦ «Кірша»                                                    | ТЦ «Кірша»                          | Донецьк (17 км)           |
| U02 | ТЦ «Металург»                                                 | а) ТЦ «Металург» б) готель (11 км)  | Донецьк (15 км)           |
| U03 | Стадіон «Славутич» (Запоріжжя)                                | готель (7 км)                       | Донецьк (217 км)          |
| U04 | ТЦ «Скіф» (Новопавлівка, Крим)                                | ТЦ «Скіф»                           | Донецьк (563 км)          |
| U05 | Стадіон ПФК «Севастополь»                                     | готель (5,5 км)                     | Донецьк (625 км)          |
| U06 | ТЦ «Металіст»                                                 | ТЦ «Металіст»                       | Харків (17 км)            |
| U07 | Стадіон «Ворскла» (Полтава)                                   | готель (2 км)                       | Харків (143 км)           |
| U08 | Стадіон «Метеор» (Дніпропетровськ)                            | а) готель (37 км) б) готель (17 км) | Харків (216 км)           |
| U09 | Стадіон «Оболонь»                                             | готель (14,5 км)                    | Київ (0 км)               |
| U10 | Буча, ТЦ «Оболонь»                                            | готель (6,8 км)                     | Київ (31 км)              |
| U11 | Стадіон Національного університету податкової служби (Ірпінь) | готель (3,8 км)                     | Київ (33 км)              |
| U12 | ТЦ «Конча-Заспа»                                              | ТЦ «Конча-Заспа»                    | Київ (17 км)              |
| U13 | Стадіон «Спартак» (Одеса)                                     | готель (18 км)                      | Київ (490 км)             |
| U14 | Стадіон «Сокіл»                                               | готель (17 км)                      | Львів (0 км)              |
| U15 | Міський стадіон (Тернопіль)                                   | готель (3 км)                       | Львів (120 км)            |
| U16 | Міський стадіон (Дрогобич)                                    | готель (10 км, Трускавець)          | Львів (84 км)             |
| U17 | Стадіон «Авангард» (Ужгород)                                  | готель (4 км)                       | Львів (273 км)            |